# Мшанна (Мазовецьке воєводство)
Мшанна (або Мшана, пол. Mszanna) — село в Польщі, у гміні Ольшанка Лосицького повіту Мазовецького воєводства. Населення — 167 осіб (2011).

## Історія
1635 року вперше згадується церква східного обряду в селі.
За даними етнографічної експедиції 1869—1870 років під керівництвом Павла Чубинського, у селі проживали лише греко-католики, які розмовляли українською мовою. 1872 року місцева греко-католицька парафія налічувала 914 вірян.
1914 року в селі зведено нову православну церкву. У міжвоєнні 1918—1939 роки польська влада в рамках великої акції руйнування українських храмів на Холмщині і Підляшші перетворила місцеву православну церкву на римо-католицький костел.
У 1975—1998 роках село належало до Білопідляського воєводства.

## Населення
Демографічна структура станом на 31 березня 2011 року:
|          | Загалом | Допрацездатний вік | Працездатний вік | Постпрацездатний вік |
| -------- | ------- | ------------------ | ---------------- | -------------------- |
| Чоловіки | 87      | 18                 | 59               | 10                   |
| Жінки    | 80      | 17                 | 45               | 18                   |
| Разом    | 167     | 35                 | 104              | 28                   |